# Marie-Sophie Lacarrau
Marie-Sophie Lacarrau est une journaliste et présentatrice de télévision française, née le 20 septembre 1975 à Villefranche-de-Rouergue (Aveyron).
Elle commence sa carrière télévisuelle au début des années 2000 sur les chaînes de France Télévisions, groupe dans lequel elle reste jusqu’en 2020.
À compter de 2021, elle présente le journal de 13 heures de TF1, succédant à Jean-Pierre Pernaut.

## Biographie

### Naissance et études
Née à Villefranche-de-Rouergue dans l'Aveyron, Marie-Sophie Lacarrau grandit près de Perpignan (Pyrénées-Orientales).
Elle habite durant sa jeunesse à Narbonne dans l’Aude. Après son bac, elle intègre en 1995 une classe préparatoire littéraire au lycée Pierre-de-Fermat de Toulouse, avant d'obtenir une licence de lettres modernes à l'université Toulouse-Jean-Jaurès.

### Carrière

#### Débuts dans la presse, sur LCI et M6
En 1996, Marie-Sophie Lacarrau effectue des stages dans les journaux Le Midi libre et Le Villefranchois, puis pour les chaînes LCI et M6.

#### France Télévisions

##### Journaux et émissions télévisés
En 2000, Marie-Sophie Lacarrau obtient, à 25 ans, son premier contrat de travail à la rédaction de France 3 Quercy-Rouergue, puis intègre deux ans plus tard France 3 Midi-Pyrénées en tant que reporter. Elle y présente son premier journal télévisé régional pendant les vacances de Noël 2005[réf. nécessaire].
Ensuite, elle prend en alternance la présentation des éditions du 12/13 et du 19/20 jusqu'en 2010.
À partir de février 2010, elle présente Génération reporters sur France 4. Ce magazine d'information bimensuel traite de sujets de société, de l'économie et de l'actualité. Il est programmé en première partie de soirée à compter de l'automne 2010[réf. nécessaire]. L'émission est transférée sur France 3 le 27 avril 2011, le mercredi en deuxième partie de soirée. La formule est remaniée avec une équipe de quatre journalistes-reporters. France 3 décide de l'arrêt de l'émission en juillet 2011[réf. nécessaire].
Durant l'été 2010, Marie-Sophie Lacarrau remplace Catherine Matausch sur France 3 les weekends, puis devient remplaçante de Carole Gaessler au 19/20  national de septembre 2010 à juillet 2014.
D'août 2014 à août 2016, elle est présentatrice remplaçante au journal de 13 heures et à celui de 20 heures sur France 2.
En août 2014, janvier 2015 et août 2016, elle est « joker » de Laurent Delahousse aux éditions des 13 h et 20 h week-end.
De février 2016 à décembre 2018, elle présente une fois par mois en deuxième partie de soirée sur France 3 le magazine économique In Situ.
Le 5 septembre 2016, elle succède à Élise Lucet à la présentation du journal de 13 heures sur France 2.
De février à juin 2017, elle anime le dimanche après-midi sur France 2 le magazine Grands Portraits.
En juin 2017 et janvier 2019, elle est présentatrice remplaçante du journal de 20 heures de France 2 en semaine.
De 2017 à 2020, elle présente le défilé militaire du 14 Juillet avec Julian Bugier.
Pendant les vacances d'été 2018, la semaine du Nouvel An 2018-2019 ainsi que la semaine du Nouvel An 2019-2020, elle remplace Anne-Sophie Lapix au journal de 20 heures de France 2.
En décembre 2019 et janvier 2020, puis en décembre 2020, elle présente les sixième et septième saisons de l'émission de divertissement Prodiges sur France 2.

##### Émissions évènementielles
En septembre 2017, Marie-Sophie Lacarrau anime Ensemble pour les Antilles avec Stéphane Bern depuis le Casino de Paris en première partie de soirée pour récolter des dons après l'ouragan Irma.
Le 25 décembre 2018, elle anime Noël avec nos soldats avec Michel Drucker en première partie de soirée depuis Abidjan.
Le 20 avril 2019, elle coprésente avec Stéphane Bern Notre-Dame de Paris, le grand concert retransmis en direct sur France 2 et sur TV5 Monde.

#### TF1

##### Journal de 13 heures
Le 17 septembre 2020, TF1 annonce l’arrivée de Marie-Sophie Lacarrau à la présentation du journal de 13 heures à partir du 4 janvier 2021, en remplacement de Jean-Pierre Pernaut qui doit se retirer en fin d'année 2020. Dès le lendemain de la nouvelle de son transfert, elle démissionne symboliquement de France 2 et est remplacée sans avoir pu faire ses adieux, par Nathanaël de Rincquesen, ce dernier assurant l'intérim jusqu'à la prise de fonction, le 4 janvier 2021, de Julian Bugier nommé aux commandes du journal de 13 heures de France 2. Un rédacteur en chef de France Télévisions explique que Marie-Sophie Lacarrau ne serait pas partie « sauf si France 2 lui avait proposé le 20 heures, le 13 heures de TF1, ça ne se refuse pas ». Le 18 décembre 2020, elle est aux côtés de Jean-Pierre Pernaut lors de son dernier journal. Elle présente son premier journal de 13 heures, le 4 janvier 2021 : il est suivi par plus de 6,44 millions de téléspectateurs (soit 45,5 % de parts de marché),.
Absente de l'antenne à partir du 17 décembre 2021, elle ne peut reprendre les commandes du 13 heures, le 3 janvier 2022, en raison d'une kératite amibienne (causée par ses lentilles de contact) : Jacques Legros et Julien Arnaud assurent l'intérim pendant son absence,,. Le 12 mai 2022, elle annonce sur Twitter son retour au 13 heures le lundi qui suit.

##### Émissions spéciales
Lors du 14 juillet 2021, Marie-Sophie Lacarrau est au cœur d'une opération interarmées qui se déroule à l’île du Levant dans le Var et qui est diffusée en direct sur TF1 et LCI.

### Vie privée
Mariée le 12 août 2006 à Auriac-sur-Vendinelle à Pierre Bascoul, directeur-fondateur de Nolita Prod, Marie-Sophie Lacarrau est mère de deux enfants, Malo et Tim.
Depuis 2015, elle est marraine d'une petite fille au Sénégal avec l'association Un enfant par la main.

### Engagement
Depuis décembre 2023, Marie-Sophie Lacarrau est « réserviste-citoyen » de la brigade de sapeurs-pompiers de Paris.

## Synthèse de sa carrière professionnelle

### Sur France Télévisions
- 2005-2010 : JT du 12/13 et du 19/20 sur France 3 Midi-Pyrénées
- 2010-2011 : Génération reporters sur France 4 puis France 3 : présentatrice
- 2010-2014 : « joker » du 19/20 sur France 3
- 2014-2016 : « joker » du journal de 13 heures sur France 2
- 2016-2020 : journal de 13 heures de  France 2 : présentatrice attitrée
- 2016 : Journal de 20 heures : joker
- 2016-2018 : In Situ, magazine sur France 3
- 2017 : Ensemble pour les Antilles sur France 2 : coprésentation avec Stéphane Bern
- 2017-2020 : « joker » du journal de 20 heures sur France 2
- 2017-2020 : défilé du 14 Juillet, coprésenté avec Julian Bugier sur France 2
- 2017 : Grands Portraits sur France 2
- 2018 : Noël avec nos soldats, avec Michel Drucker sur France 2
- 2019 : Les 130 ans de la Tour Eiffel avec Stéphane Bern sur France 2
- 2019 : Notre-Dame de Paris, le grand concert, avec Stéphane Bern sur France 2
- 2019-2020 : Prodiges (saisons 6 et 7) sur France 2
- 2020 : 35e cérémonie des Victoires de la musique sur France 2
- 2020 : Tous prêts pour la dictée ! sur France 3 : coprésentation avec Alex Goude
- 2020 : Molières 2020 sur France 2
- 2020 : 100 ans de comédies musicales : les stars chantent pour le Sidaction sur France 2

### TF1
- Depuis 2021 : journal de 13 heures
- Depuis 2021 : défilé du 14 Juillet avec Gilles Bouleau, Anne-Claire Coudray et Bruce Toussaint sur TF1 et LCI.